# Brahmananda Saraswati
Swāmī Brahmānanda Saraswatī (1868, †1953) est un maître spirituel issu de la tradition védique de l'hindouisme qui fut de 1941 à 1953 le Shankaracharya de Jyotir Math en Inde du Nord, un des quatre foyers de l'Advaita Vedanta fondés par Shankara. Il eut notamment comme disciples Maharishi Mahesh Yogi le fondateur de la Méditation transcendantale, Swami Saraswati Shantānand, Swami Saraswati Swarūpānanda et Swami Karpatri.

## Biographie
Né dans une famille brahmane, il aurait quitté cette dernière à l'âge de neuf ans pour partir à la recherche d'un maître spirituel dans les Himalayas.
Enfant, il portait le nom de Rajaram. Il se rendit tout d'abord dans la ville de Haridwar et ensuite à Rishikesh, renommée pour ses nombreux temples et ashrams. Là, il se mit à la recherche d'un guru — un maître spirituel approprié. Il y rencontra nombre de grands sages, mais aucun ne satisfaisait ses exigences de célibat authentique et ne possédait à ses yeux une connaissance et une expérience des Védas suffisamment profonde.
Cinq ans plus tard, à l'âge de quatorze ans, dans un village de l'Uttar Kashi, Rajaram trouva son maître en la personne de Swami Saraswati Krishnananda et devint son disciple sous le nom de Brahmachari Brahma Chaitanya.
En 1904, quand il eut atteint l'âge de trente-trois ans, son guru le consacra à la vie monastique en tant que sannyasin et lui donna le nom de Swami Brahmananda Saraswati. Il mena une vie solitaire, vivant principalement dans les forêts, les jungles et les grottes naturelles. Pour se nourrir, il consommait ce que la nature lui offrait et acceptait les présents apportés par ceux qui le recherchaient.
En 1941, après avoir été sollicité sans succès durant de nombreuses années, Swami Brahmananda Saraswati accepta finalement de devenir le Shankaracharya de l’Inde du Nord. Ce poste était vacant depuis 165 ans et il y reçut le titre de Swami Brahmananda Saraswati, Jagadguru, Bhagwan Shankaracharya de Jyotir Math.
Il meurt en 1953, et c'est son disciple Swami Shantānand Saraswati qui lui a succédé.